# Henryk III Plantagenet
Henryk III (ur. 1 października 1207 w Winchesterze, zm. 16 listopada 1272 w Londynie) – król Anglii od 1216 r. Najstarszy syn Jana bez Ziemi i Izabeli, córki Aymera Tillefera, hrabiego Angoulême.

## Początek rządów
Urodził się w 1207 r. na zamku w Winchesterze. Już w 1209 r. został ogłoszony przez swojego ojca jego następcą. Kiedy w październiku 1216 r. król Jan leżał na łożu śmierci, potwierdził raz jeszcze swoją nominację i odebrał przysięgę baronów na wierność swojemu synowi. Po śmierci ojca 18 lub 19 października młody książę został królem Henrykiem III. 28 października, w katedrze w Gloucester, w obecności kilku baronów i legacji papieskiej, biskup Winchesteru Pierre des Roches koronował Henryka na króla Anglii. Jako korony użyto złotej obręczy. Na regenta w imieniu 9-letniego króla wyznaczono słynnego rycerza Williama Marshala, 1. hrabiego Pembroke.
Początki rządów Henryka były bardzo trudne. Kraj był już od roku rozdzierany walkami między królem a zbuntowanymi baronami, wywołanymi nieprzestrzeganiem przez króla podpisanej w 1215 r. Wielkiej Karty Swobód. Buntownicy powołali na tron Anglii następcę tronu Francji – księcia Ludwika, który zdążył już opanować Londyn i zagarnąć klejnoty królewskie. Wierne Janowi, a później Henrykowi, pozostały tylko hrabstwa południowo-zachodnie i centralne. Za radą regenta Henryk zwołał na 11 listopada Radę do Bristolu, na której 12 listopada podpisał zmodyfikowany tekst Wielkiej Karty (usunięto z niej m.in. art. 61, mówiący o prawie oporu wobec króla). Marshal rozesłał listy do baronów, w których prosił, aby nie obciążali małego Henryka grzechami jego ojca. Poparcia Henrykowi udzielił również Kościół, a papież Honoriusz III ekskomunikował księcia Ludwika.
Tymczasem Ludwik zdobył 9 grudnia zamek Hertford, a pod koniec roku opanował Berkhamsted. Kolejnym celem francuskiego księcia był port Dover, który miał mu zapewnić komunikację z Francją. 12 maja 1217 r. rozpoczął drugie oblężenie miasta, którego obroną dowodził Wysoki Sędzia (Chief Justiciar) Hubert de Burgh, 1. hrabia Kentu. Oblężenie pochłonęło większość sił Ludwika. Wykorzystał to Pembroke, który 20 maja zaatakował popierających Ludwika baronów pod zamkiem Lincoln i zadał im ciężką klęskę. Ludwik musiał odstąpić od oblegania Dover. Henryk III i Pembroke ruszyli na Londyn. Tymczasem nadeszły wieści, że Kent pod Dover i pod Sandwich rozgromił flotę francuską, odcinając Ludwika od posiłków.
Książę zrozumiał, że nie ma już szans na opanowanie Anglii i przystąpił do rokowań. 11 września 1217 r. w Lambeth podpisano traktat, w którym Ludwik, za symboliczne odszkodowanie, zrzekał się pretensji do korony angielskiej i obiecał zwrócić Anglii utracone przez króla Jana terytoria. Książę rychło opuścił Anglię. Hołd Henrykowi złożyli baronowie i szwagier – król Szkocji – Aleksander II (mąż siostry Henryka – Joanny). Król spędził święta w Northampton. Jesienią 1218 r. po raz pierwszy przyłożył do dokumentu królewską pieczęć. W tym samym czasie nowym legatem papieskim w Anglii został Pandulf. Boże Narodzenie 1218 r. król spędził w Winchesterze. W maju 1219 r. zmarł hrabia Pembroke, pozostawiając ustabilizowaną pozycję króla i ład wewnętrzny w Królestwie. Nie powołano nowego regenta, a największe wpływy w Radzie Królewskiej uzyskało dwoje nieprzepadających za sobą ludzi, reprezentującymi dwa wrogie sobie stronnictwa.
Pierwszym z nich był Hubert de Burgh, 1. hrabia Kentu. Przewodził on frakcji angielskiej, która domagała się, aby wszystkie urzędy, a zwłaszcza piecza nad zamkami, pozostawały w rękach Anglików. To stronnictwo cieszyło się poparciem arcybiskupa Canterbury, Stephena Langtona. Drugą frakcją było stronnictwo Poitiewińczyków na czele z biskupem des Rochesem, popieraną przez legata Pandulfa, zrzeszającą francuskojęzycznych przybyszów z Poitou. Kent uzyskał mocne oparcie w Radzie, natomiast des Roches cieszył się poparciem króla. Dzięki działaniom księcia Ludwika udało się zaprowadzić pokój między Anglią i Francją, podpisany 20 lipca 1219 r. i przedłużony 3 marca 1220 r.

## Polityka zagraniczna

### Francja
W polityce zagranicznej Plantagenetów sprawy francuskie zawsze zajmowały poczesne miejsce. Nie inaczej było za Henryka III, który nigdy tak naprawdę nie pogodził się z utratą licznych ziem na rzecz Francji. Na razie jednak pokój z 1220 r. wydawał się trwały, a w Gujennie, jedynej angielskiej posiadłości na kontynencie, panował spokój, na krótko zakłócony w 1221 r. sporami króla Henryka z Hugonem X de Lusignan, który ożenił się z matką króla Anglii. Spór nie trwał długo i zakończył się kompromisem, a Lusignanowie odgrywali w następnych latach czołową rolę w stronnictwie poitiewińskim.
W 1223 r. zmarł król Francji Filip II August i na tron wstąpił książę Ludwik (jako Ludwik VIII Lew). Henryk, powołując się na traktat z Lambeth, zażądał od Ludwika oddania Normandii i innych posiadłości andegaweńskich utraconych przez Jana bez Ziemi. Ludwik uchylił się od wypełnienia zobowiązań i w maju 1224 r., kiedy rozejm angielsko-francuski dobiegł końca, zaatakował Gujennę i Poitou, praktycznie w całości opanowując te tereny. Henryk próbował przeciwdziałać, ale musiał stawić czoło buntowi baronów. Wkrótce w Gaskonii tylko Bordeaux pozostało wierne królowi. Dopiero w marcu 1225 r. doczekało się posiłków, które przyprowadzili brat króla, Ryszard, hrabia Kornwalii i William de Longespee, 3. hrabia Salisbury. Wkrótce odzyskali oni całą Gujennę.
Henryk chciał pójść za ciosem i w przymierzu z hrabią Rajmundem VII z Tuluzy zaatakować Ludwika VIII. Plan ten spotkał się ze sprzeciwem papieża, który zabronił królowi Anglii sojuszu z Rajmundem, przeciwko któremu, jako popierającemu herezję katarską, wyprawę krzyżową organizował król Ludwik. W 1226 r. Ludwik zmarł, a jego następca, Ludwik IX, miał 13 lat. Przeciwko regentce, Blance Kastylijskiej, narastała opozycja baronów, którą starał się wykorzystać Henryk III. Wysłał emisariuszy do Normandii, Andegawenii, Bretanii i Poitou. Udało się im przeciągnąć na stronę Henryka m.in. księcia Bretanii i hrabiego La Marche. Na przeszkodzie Henrykowi stanął pokój, jaki baronowie zawarli z małoletnim Ludwikiem IX, oraz wewnętrzne niepokoje w Anglii.
Boże Narodzenie 1228 r. król spędził w Oksfordzie, gdzie przybyło do niego poselstwo baronów normandzkich, zapraszających go do ataku na Francję. Henryk do końca września 1229 r. zebrał armię, ale książę Bretanii skłonił go do odłożenia ataku do Wielkanocy 1230 r. Król spędził święta w Yorku, w towarzystwie Aleksandra II Szkockiego, za którego w 1221 r. wydał swoją siostrę, Joannę. Dopiero 30 kwietnia wypłynął z Portsmouth i 3 maja wylądował w St. Malo, gdzie czekał na niego książę Bretanii. Okazało się jednak, że nie wszyscy baronowie poparli króla Henryka. Ludwik IX szybko zebrał armię i ruszył przeciwko Henrykowi. Ten ograniczył się tylko do przemarszu przez Andegawenię, Poitou i Gaskonię i odebranie hołdów od niektórych feudałów, po czym 27 października wrócił do Anglii. W 1231 r. podpisał 3-letni rozejm z Ludwikiem IX.
Po upływie rozejmu król Ludwik wznowił działania wojenne. Henryk tracił zwolenników i musiał zmagać się z opozycją wewnętrzną, więc dążył do pokoju. W lutym 1236 r. podpisano 5-letni rozejm. Równocześnie król usiłował pozyskać nowych sojuszników przeciwko Francji. Dlatego w 1235 r. wydał swoją siostrę Izabelę za cesarza Fryderyka II. 14 stycznia 1236 r. poślubił Eleonorę, siostrę Małgorzaty, królowej Francji. Ślubu udzieli arcybiskup Canterbury Edmund Rich.

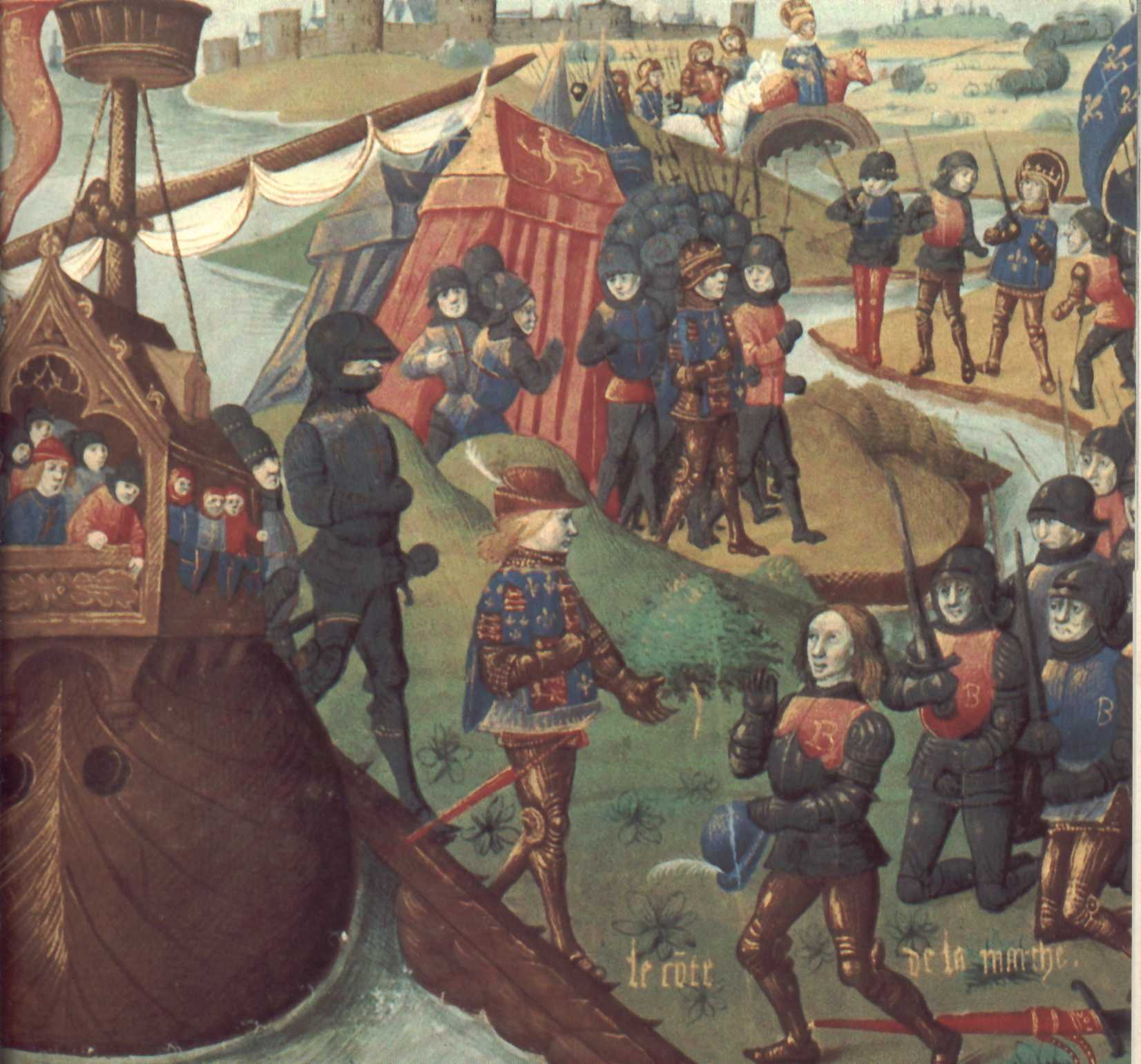
Henryk III przybywa do Gujenny

Pokój między Anglią i Francją przetrwał do 1242 r., kiedy to hrabia La Marche zwrócił się Henryka III z prośbą o pomoc przeciwko Francji, obiecując wsparcie króla Nawarry i hrabiego Tuluzy. Henryk zwołał Radę Królewską, która po pewnych oporach zgodziła się uchwalić konieczne podatki. Król mianował arcybiskupa Yorku Waltera de Graya regentem królestwa. 13 maja 1242 r. w towarzystwie żony, brata i 300 rycerzy król wypłynął z Portsmouth i po kilku dniach żeglugi wylądował u ujścia Gironde. Kilka dni później udał się do Pons, gdzie spotkał się z hrabią La Marche. 8 czerwca skierował się do Saintes, gdzie napisał deklarację wojny przeciwko Ludwikowi IX. Tymczasem król Francji zebrał armię i 20 lipca pojawił się przed liniami Henryka. Następnego dnia doszło do bitwy pod Taillebourg, zakończonej klęską Anglików. Henryk wycofał się do Saites, ale 3 dni później, obawiając się ataku, cofnął się do Pons. Tam opuścił jego szeregi hrabia La Marche, który zdążył dogadać się z Ludwikiem. Aby uniknąć okrążenia i niewoli armia angielska uporczywym marszem dotarła do Blaye, gdzie król dał swoim ludziom kilka dni odpoczynku. Następnie skierował się do Bordeaux, gdzie w kwietniu 1243 r. podpisano rozejm z Francją. Henryk pozostawał w mieście do października, spędzając czas na trwonieniu pieniędzy.
Tzw. wojna Saintoge była ostatnią wojną angielsko-francuską za panowania Henryka III. Król próbował jeszcze intrygować wśród baronów, kiedy król Ludwik udał się na wyprawę krzyżową i przebywał w Outremer. Jego starania spełzły na niczym. W końcu, pozbawiony środków na dalszą wojnę i zagrożony buntem własnych poddanych, zawarł w 1259 r. pokój z królem Ludwikiem IX, kończący pierwszą fazę wojen angielsko-francuskich, sięgającą swoimi początkami jeszcze Henryka II i z tego powodu nazywaną przez niektórych historyków „pierwszą wojną stuletnią”.

### Walia
Celem angielskich monarchów było również podbicie Walii. Bezskutecznie próbowali tego Wilhelm II Rudy, Henryk I Beauclerc i Henryk II. Król Jan zaprowadził porządek na pograniczu, ale podczas wojny domowej król Llywelyn Wielki znów zaczął sprawiać problemy. Sprzymierzył się nawet z opozycją baronów, więc Henryk zebrał w 1223 r. w Gloucester armię i wkroczył do Walii. Llywelyn musiał prosić o pokój. W sierpniu 1228 r. Llywelyn próbował zdobyć zamek Montgomery, ale wieść o tym dotarła na czas do króla, który przebywał w Yorku. Książę walijski musiał ustąpić, a Henryk wkroczył do Walii i rozpoczął budowę zamku w Kerry. Wtedy na plac budowy napadli Walijczycy, zabijając wielu ludzi. Nie posiadając licznej armii i obawiając się zdrady we własnych szeregach, Henryk zawarł niezbyt korzystny dla Królestwa traktat z Llywelynem.
15 kwietnia 1231 r. zmarł William Marshal, 2. hrabia Pembroke, który zarządzał marchiami na pograniczu walijskim. Llywelyn zdecydował się wykorzystać okazję i obległ Montgomery. Henryk ruszył przeciwko niemu i Llywelyn zawarł z nim traktat, ale kiedy król się oddalił wojna rozgorzała na nowo. Henryk zwołał swoje wojska do Oksfordu i pomaszerował do Hertford. Nie udało mu się jednak zmusić Walijczyków do bitwy. W 1232 r. Rada Królewska odmówiła nałożenia podatków na wojnę, więc ze strony angielskiej działania wojenne ustały. Wkrótce zawarto pokój, który utrzymał się do panowania Edwarda I.

## Polityka wewnętrzna

### Walka o wpływy
17 maja 1220 r. na życzenie papieża odbyła się ponowna koronacja Henryka, przeprowadzona z obowiązującym ceremoniałem, z liczną asystą biskupów i baronów, dokonana w katedrze westminsterskiej przez arcybiskupa Langtona. Tymczasem zaostrzały się spory między frakcjami angielską i poitiewińską. Spór dotyczył zarządców zamków królewskich, którzy w okresie pierwszej wojny z baronami znacznie rozszerzyli zakres swojej władzy, stając się zagrożeniem dla prerogatyw królewskich. Rada postanowiła więc o przekazaniu zamków pod władzę króla. Po koronacji ich zarządcy złożyli przysięgę, że wydadzą zamki królewskim wysłannikom. Przejmowanie zamków przebiegało bez przeszkód, z wyjątkiem postawy Williama d’Aumale, który najpierw odmówił wydania zamku Rockingham, a w 1222 r. zbuntował się przeciwko królowi. Bunt ten został jednak rychło stłumiony.
Tymczasem arcybiskup Langton udał się do papieża, gdzie po wielu namowach uzyskał przyrzeczenie, że za jego życia nie będą wysyłani do Anglii legaci papiescy. Było to wymierzone w obecnego legata, Pandulfa, który popierał Poitiewińczyków (Langton popierał frakcję angielską). Pandulf został odwołany w lipcu 1221 r., a niedługo później biskup des Roches opuścił Anglię i udał się na pielgrzymkę. Pierwszą fazę walki o wpływy wygrała frakcja angielska.
Henryk w tym czasie przebywał w Yorku, gdzie odbywało się wesele jego siostry Joanny z królem Aleksandrem II Szkockim. Tymczasem w 1222 r. doszło do rozruchów w Londynie. Zwołana w styczniu 1223 r. Rada Królewska domagała się przestrzegania Wielkiej Karty. Nie mając możliwości wyboru Henryk przystał na te żądania. Tymczasem dzięki staraniom angielskich posłów, papież Honoriusz ogłosił Henryka pełnoletnim.
W 1223 r., podczas wyprawy Henryka do Walii doszło do kolejnych niepokojów, kiedy Ranulph de Blundeville, 4. hrabia Chester i William d’Aumale próbowali zająć Tower of London. Wezwani do króla tłumaczyli się, że nie chcieli dopuścić, aby wszystkie zamki w Królestwie znalazły się w rękach ludzi hrabiego Kentu (głowy frakcji angielskiej). Padło również żądanie pozbawienia hrabiego urzędu Wielkiego Sędziego. Tym razem kryzys został zażegnany przez arcybiskupa Langtona. W 1224 r. zbuntował się Fulko de Breauté, ale oblężony przez króla w zamku Bedford kapitulował 14 sierpnia. Jego upadek oznaczał kres potęgi grupy francuskich możnowładców, którzy swą rangę zawdzięczali Janowi bez Ziemi.
Kolejne lata upływały bez poważniejszych zawirowań z wyjątkiem buntu brata króla, hrabiego Kornwalii, który jednak został szybko wyciszony przez nadanie większych przywilejów buntownikom. W 1229 r. doszło do sporów z Kościołem na temat opodatkowania duchowieństwa. Po fiasku wyprawy do Francji w 1230 r. Henryk rok później zażądał podwyższenia podatków, ale sprzeciwił się temu arcybiskup Canterbury Robert le Grant (Langton zmarł w 1228 r.) i inni biskupi. W wyniku sporu le Grant musiał udać się do Rzymu. Pod koniec 1231 r. do Anglii wrócił Pierre des Roches i stopniowo odzyskał pierwsze miejsce u boku króla. Coraz większe znaczenie na dworze uzyskiwali przyrodni bracia Henryka z rodu Lusignanów (synowie królowej Izabeli i jej drugiego męża, Hugona X de Lusignan, hrabiego La Marche). Frakcja poitiewińska ponownie stawała do walki o władzę.
Do starcia doszło podczas zebrania Rady w Winchesterze w 1232 r., kiedy baronowie odmówili podatków na wojnę walijską. Za radą des Rochesa Henryk dokonał roszad wśród ministrów. Hrabia Kentu (który już wcześniej podpadł Henrykowi za krytykowanie papieskich legatów, gdyż Henryk zawsze był oddanym papiestwu, które od początku go popierało) został pozbawiony stanowiska Wielkiego Sędziego, które przypadło Stephenowi de Segrave. Kent został później uwięziony, a Henryk rozpoczął właściwe rządy osobiste. Opierał się w nich na frakcji poitiewińskiej.

### Pierwsze niepokoje
Od 1232 r. wszechwładza Poitiewińczyków wywoływała coraz większe napięcia w Anglii. W 1232 r. zmarł przywódca frakcji angielskiej, Ranulph de Blandeville, 4. hrabia Chester. Nowym liderem baronów został Richard Marshal, 3. hrabia Pembroke, który otwarcie zakomunikował królowi, że dalsze faworyzowanie partii poitiewińskiej spowoduje, że on i inni baronowie opuszczą dwór królewski. Henryk przestraszył się i zwołał Radę Królewską do Oksfordu, jednak baronowie odmówili przybycia. Henryk próbował jeszcze kilka razy, ogłaszając, że ci, którzy nie stawią się na Radę 14 sierpnia 1233 r. w Westminsterze zostaną ogłoszeni zdrajcami. Groźba poskutkowała i większość baronów stawiła się.
Wśród nieobecnych (do których należał hrabia Pembroke) panowało przekonanie, że królewskie groźby są bez pokrycia. Tymczasem król i des Roches ściągnęli oddziały najemników z kontynentu. Zdecydowany ukrócić opozycję ruszył na Pembroke’a. Ten unikał walnej bitwy, wciągając oddziały najemników w zasadzki i znosząc je jeden po drugim. Henryk bezskutecznie próbował skłonić hrabiego do rozejmu. Pembroke zgodził się na to dopiero w grudniu 1233 r. W lutym 1234 r., podczas obrad Rady, arcybiskup Edmund Rich i inni biskupi złożyli skargę na biskupa des Rochesa i jego stronników w Radzie, domagając się ich odsunięcia. Król ociągał się z odpowiedzią, więc 9 kwietnia arcybiskup zagroził mu ekskomuniką. To wywołało pożądany skutek. Des Roches został wysłany do swojej diecezji, jego siostrzeniec, królewski skarbnik Peter de Rivaux, utracił swą godność, a Poitiewińczycy musieli opuścić Dwór. Hrabia Kentu wyszedł z więzienia i przejął kierownictwo partią angielską (hrabia Pembroke zmarł w 1234 r.).
Pozycja Anglików zachwiała się w 1236 r., po ślubie króla Henryka z Eleonorą Prowansalską. Wpływ na króla zdobył jej wuj, biskup Wilhelm z Valence. Spowodowało to kolejny konflikt z baronami, tym uciążliwszy dla Henryka, że król Aleksander II Szkocki zgłosił pretensję do północnych ziem Królestwa, a cesarz Fryderyk II Hohenstauf domagał się pieniędzy z tytułu posagu swojej żony a siostry Henryka, Izabeli. Wzajemne przepychanki króla i baronów trwały do 1237 r., kiedy Rada uchwaliła konieczne podatki.
Do kolejnego konfliktu doszło w 1238 r., kiedy opinię publiczną Anglii wzburzyła wieść o ślubie królewskiej siostry Eleonory z Szymonem z Montfort. Doszło do sporu, a przeciwko królowi stanął jego brat, hrabia Kornwalii. Henryk musiał ugiąć się przed żądaniami baronów i dopuścić ich do szerszego udziału w decydowaniu o sprawach Królestwa. Henryk wysłał również posiłki swojemu szwagrowi Fryderykowi II, co wywołało niechęć papiestwa. 8 września 1238 r. pewien szalony kleryk próbował zabić Henryka w jego pałacu w Woodstock. Na mękach wskazał jako swojego mocodawcę Williama de Marisco, który wygnany z dworu Henryka prowadził działalność piracką. Marisco został pojmany i rozerwany końmi w Coventry.
Kolejne lata to okres chaosu i nierządu w Anglii. Na kraj nakładano olbrzymie podatki, nie zważając na klęski głodu i zarazy. Konflikt króla z baronami zaostrzał się, gdyż Henryk próbował wprowadzać na wysokie stanowiska kościelne Poitiewińczyków. W 1243 r. doszło do wojny z Aleksandrem II, zakończonej kompromisowym pokojem.

### Szymon z Montfort
W drugiej połowie lat 40. XIII w. kryzys w Anglii pogłębiał się. Poitiewińczycy opanowali większość stanowisk na dworze królewskim. Król prowadził rozrzutny tryb życia, nie zważając na zarazy i klęski głodu, które nawiedzały kraj. Aby zapełnić coraz bardziej pusty skarbiec, Henryk nakładał na ludność ogromne podatki. Baronowie buntowali się, żądając przywrócenia Wielkiej Karty. Henryk był chimeryczny – co i rusz to przychylał się do żądań baronów, to wracał do swoich poprzednich praktyk. W takich warunkach na czoło opozycji wysunął się Szymon z Montfort, szwagier króla, od kilku lat z nim pokłócony. Konflikt między obydwoma pogłębił się, kiedy Montfort był namiestnikiem Gujenny. Henryk oskarżył go o nadmierny ucisk, z czego Montfort został uniewinniony.
W 1254 r. Henryk odbył kampanię wojenną w Gujennie, która jak wszystkie jego poprzednie francuskie kampanie zakończyła się klęską. W tym samym roku doszło do kolejnego konfliktu z Montfortem, który stanął na czele opozycji przeciwko kolejnym podatkom. Sytuację udało się na pewien czas uspokoić i Montfort wrócił do łask króla. W jego imieniu brał udział w rokowaniach z papieżem Aleksandrem IV na temat zwolnienia Henryka z danej Innocentemu IV przysięgi pomocy finansowej przeciw Hohenstaufom w zamian za koronę sycylijską dla młodszego syna króla, Edmunda.
Nadmierne zobowiązania finansowe króla, wysokie koszty jego nieudanych kampanii wojennych, sumy, którymi król obdarowywał faworytów i rozrzutny tryb życia dworu doprowadziły w 1258 r. do otwartego konfliktu na zwołanym wiosną wściekłym parlamencie. Baronowie, wśród których prym wiedli de Montford, Richard de Clare, 6. hrabia Hertford, Piotr Sabaudzki, hrabia Richmond, Hugh Bigod, Richard Bigod, 4. hrabia Norfolk, John Fitz-Geoffrey i Peter de Montfort, zasypali króla pretensjami i petycjami. Po gorących debatach ustalono kompromis – w zamian za nowe podatki król miał zgodzić się na zmiany w rządzeniu krajem.
10 czerwca król podpisał, a baronowie zatwierdzili tzw. prowizje oksfordzkie, zwane niekiedy pierwszą angielską konstytucją. U boku króla miała stale rezydować 15-osobowa Tajna Rada (Privy Council), która podczas nieobecności króla miała sprawować najwyższą władzę w państwie. Jej skład był ustalany przez baronów. Wszyscy urzędnicy mieli składać przysięgę na wierność nie tylko królowi, ale i Tajnej Radzie. 12-osobowa komisja podległa Radzie miała kontrolować działalność administracji. Szeryfowie przestali być mianowani przez króla – mieli zostać zastąpieni przez rycerzy mających posiadłości w podległych im hrabstwach. 3 razy do roku król miał również zwoływać zgromadzenie złożone z Rady Królewskiej, baronów oraz przedstawicieli rycerstwa i miast, zwanego parlamentum.

### Druga wojna baronów
Rychło okazało się, że król nie ma zamiaru przestrzegać prowizji. Umiejętnie wykorzystując podziały wśród opozycji w krótkim czasie doprowadził do uchylenia większości postanowień wściekłego parlamentu, a w 1261 r. ostatecznie zniósł prowizje. De Montfort znalazł się na wygnaniu we Francji. Baronowie tymczasem postanowili narzucić królowi ograniczenia siłą. Na swojego przywódcę wybrali de Montforta. W 1264 r. rozpoczęła się kolejna wojna domowa. Początkowo wszystko szło po myśli Montforta, który jednak popełnił błąd, nieopatrznie przyjmując propozycję Henryka, aby poddać się arbitrażowi króla Francji Ludwika IX. Ten na zjeździe w Amiens w 1264 r. uznał prowizje oksfordzkie za nieważne.

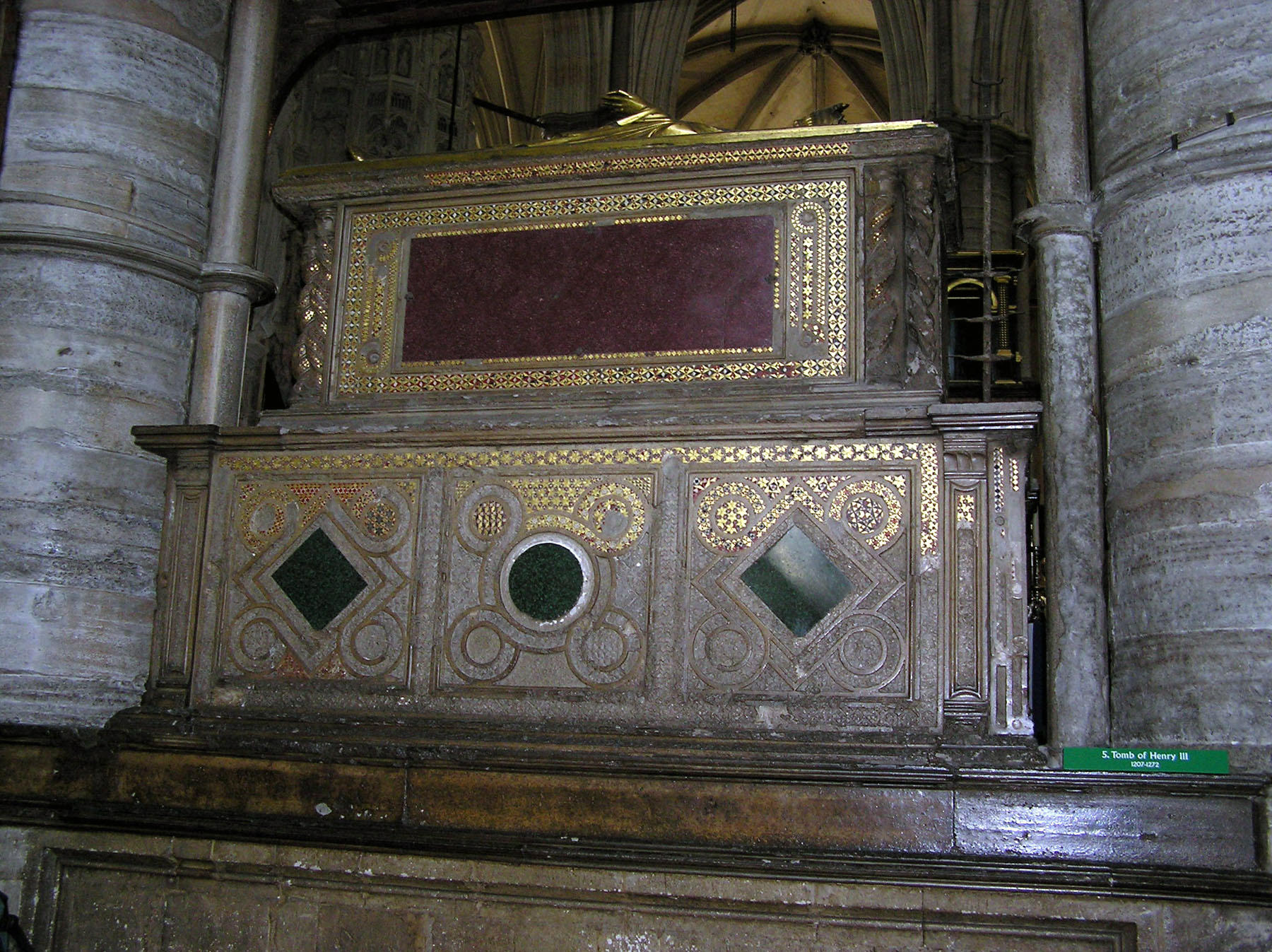
Grób Henryka w katedrze westminsterskiej

De Motfortowi nie pozostało już nic innego, jak otwarcie sprzeciwić się Henrykowi i rozpętać ponownie wojnę domową. 12 maja 1264 r. zaskoczył i pokonał wojska Henryka III pod Lewes i wziął do niewoli jego brata, hrabiego Kornwalii, i syna, księcia Edwarda. Henryk musiał podpisać dokument przywracający moc obowiązującą prowizjom oksfordzkim. Pełnia władzy znalazła się w rękach de Montforta, którego nazywano „niekoronowanym królem Anglii”.
Okres rządów Montforta zaznaczył się wieloma reformami, które odcisnęły piętno na życiu politycznym Anglii. Otóż w 1265 r. po raz pierwszy zwołano Parlament, w skład którego wchodzili i rycerze, i mieszczanie. Nowością było też to, że delegaci nie byli nominowani, lecz wybierani przez ludność hrabstw. W opinii baronów, reformy de Montforta szły za daleko. Wystarczało im ograniczenie władzy królewskiej, a nie chcieli dopuszczania do władzy niższych warstw społecznych. Z szeregów hrabiego dezerterowali kolejni możnowładcy. Latem 1265 r. uciekł również książę Edward, który zebrał armię i ruszył przeciw hrabiemu.
Do decydującej bitwy doszło 4 sierpnia pod Evesham. Zakończyła się ona totalną klęską Montforta i jego stronników. Hrabia zginął na polu bitwy. Henryk odzyskał wpływy w kraju. Walki z buntownikami trwały do 1267 r., kiedy ostatni rebelianci poddali się królowi. Zniesiono większość reform de Montforta, z wyjątkiem Parlamentu.

## Śmierć
W 1267 r. na parlamencie w Marlborough zakończono ostatecznie drugą wojnę baronów. Od tej pory, aż do końca panowania, nie odbywały się już żadne bunty przeciwko królowi. Ułożono poprawne stosunki z ościennymi monarchami. Król jednak coraz bardziej słabł na zdrowiu. W 1272 r. wysłał list do króla Francji Filipa III, w którym informował króla, że nie złoży mu hołdu z Gujenny z powodu swojej choroby. Zmarł w środę, 16 listopada 1272 r. w Westminsterze. 20 listopada jego ciało ubrane w bogate szaty i z koroną na głowie zostało złożone w katedrze westminsterskiej, którą król gruntownie przebudował. Jego syn, Edward I, bogato ozdobił grób ojca. W 1292 r. jego serce przekazano do opactwa Fontevraud, co król obiecał podczas wizyty w tym opactwie w 1254 r.

## Król prywatnie
Król był krępy i niski. Miał wąskie czoło i opadającą lewą powiekę. Spokojny, głęboko religijny (uczestniczył w kilku mszach dziennie), posiadał doskonały gust, jeśli chodzi o sztukę i modę. Na jego polecenie przebudowano katedrę westminsterską oraz zbudowano liczne nowe katedry w całej Anglii. Był miłośnikiem wina. Jego ulubionym było wino z doliny Loary, Pineau d'Aunis, które król sprowadził do Anglii.
Postać Henryka występuje w Boskiej komedii Dantego. Król stoi przed bramami Czyśćca. Jest opisany jako król pełen prostoty, wyraźnie unikający towarzystwa innych zebranych tam monarchów.

## Życie prywatne
14 stycznia 1236 r. w katedrze w Canterbury, poślubił Eleonorę (ok. 1223 – 26 czerwca 1291), córkę Rajmunda Berengara IV, hrabiego Prowansji, i Beatrycze, córki Tomasza I, hrabiego Sabaudii. Henryk i Eleonora mieli razem sześciu synów i trzy córki:
- Edward I Długonogi (17 czerwca 1239 – 7 lipca 1307), król Anglii
- Małgorzata (29 września 1240 – 26 lutego 1275), żona Aleksandra III, króla Szkocji
- Beatrycze (25 czerwca 1242 – 24 marca 1275), żona Jana II, księcia Bretanii
- Edmund Crouchback (16 stycznia 1245 – 5 czerwca 1296), 1. hrabia Lancaster
- Ryszard (ok. 1247 – przed 1256), istnienie niepewne
- Jan (ok. 1250 – przed 1256), istnienie niepewne
- Wilhelm (ok. 1251 – przed 1256), istnienie niepewne
- Katarzyna (25 listopada 1253 – 3 maja 1257)
- Henryk (ok. 1256 – ok. 1257), istnienie niepewne